# Brehov
Brehov (em húngaro: Imreg) é um município da Eslováquia, situado no distrito de Trebišov, na região de Košice. Tem 7,9 km² de área e sua população em 2018 foi estimada em 601 habitantes.

## Demografia
| Ano:        | 1994 | 2004   | 2014   | 2024 |
| ----------- | ---- | ------ | ------ | ---- |
| Broj ljudi: | 671  | 637    | 600    | 564  |
| Razlika:    |      | -5,06% | -5,80% | -6%  |

| Ano:               | 2023 | 2024   |
| ------------------ | ---- | ------ |
| Número de pessoas: | 576  | 564    |
| Diferença:         |      | -2,08% |